# Tylko dla kochanków
Tylko dla kochanków – amerykański czarno-biały melodramat z 2011 roku w reżyserii Michaela Polisha.

## Obsada
- Mark Polish jako Yves
- Stana Katic jako Sofia
- Jean-Claude Thibaut jako fotograf
- Jean-Mark Thoussaint jako kierowca
- André Saraiva jako przyjaciel Yvesa
- Tara Subkoff jako żona Yvesa
- Logan Polish jako córka Yvesa
- Anne Macina jako agent
- Angus MacDonald jako mężczyzna w korytarzu

## Fabuła
Film o miłości mężczyzny i kobiety, którzy podczas swoich służbowych pobytów w Paryżu przypadkowo spotykają się w mieście, po czym rozpoczynają podróż, w trakcie której zapominają o małżonkach i obowiązkach.